# Batalha de Tal Afar (2017)
Batalha de Tal Afar de 2017 foi uma operação militar, iniciada em 20 de agosto e que terminou completamente em 31 de agosto de 2017, na cidade iraquiana de Tal Afar durante a Guerra Civil Iraquiana. A ofensiva foi anunciada em 20 de agosto de 2017 pelo primeiro-ministro iraquiano Haider al-Abadi com o objetivo de libertar a região de Tal Afar do Estado Islâmico, controlada pelos jihadistas desde junho de 2014.
A ofensiva contra o Estado Islâmico foi conduzida pelo exército iraquiano, pelas Forças de Mobilização Popular e, em menor escala, pelo Curdistão iraquiano com o apoio dos agentes da Coalizão Internacional contra o Estado Islâmico e da República Islâmica do Irã, embora a Força Aérea Iraquiana também tivesse participação esporádica. Finalmente, após vários dias de combates, em 27 de agosto de 2017, as forças iraquianas assumiram o controle da cidade; os jihadistas então retiram-se para uma aldeia, al-Ayadiya, que por sua vez será capturada em 31 de agosto. Tal Afar foi a última grande cidade controlada pelo Estado Islâmico no norte do Iraque, completando assim a reconquista total da província de Ninawa pelo governo iraquiano. A vitória na batalha foi declarada pelo primeiro-ministro al-Abadi após a captura da última área ocupada pelo Estado Islâmico no distrito de Tal Afar.
A ofensiva foi concomitante com a Campanha de Raqqa conduzida pelas Forças Democráticas Sírias contra a capital e reduto do Estado Islâmico na Síria, bem como a Campanha sobre o centro da Síria, pelo exército sírio para capturar o território do Estado Islâmico em direção a Deir ez-Zor.